# کامارنا د لا سیرا
کامارنا د لا سیرا (به اسپانیایی: Camarena de la Sierra) یک شهرستان در اسپانیا است که در استان تروئل واقع شده‌است.

## خصوصیات
کامارنا د لا سیرا ۷۹ کیلومترمربع مساحت و ۱۶۶ نفر جمعیت دارد.